# Blok ścienny wielkowymiarowy
Blok ścienny wielowymiarowy - duży prefabrykowany element budowlany przeznaczony do ustawiania pionowego, stosowany jako element konstrukcyjny ścian w budynkach. Wyróżnia się bloki ścienne gazobetonowe, żwirobetonowe, żużlobetonowe i inne.